# Кентербери (Новая Зеландия)
Ке́нтербери (англ. Canterbury) — один из регионов Новой Зеландии. Административный центр и крупнейший город — Крайстчерч.

## География
Кентербери — крупнейший по территории регион Новой Зеландии — 45 346 км². Расположен в центральной части Южного острова, на севере граничит с регионом Марлборо, на западе — с регионом Уэст-Кост, на юге — с регионом Отаго. Восточное побережье омывается водами Тихого океана, на западе тянется горный хребет Южных Альп.

## Административное деление
Регион состоит из 10 округов: Крайстчерч, округ Хурунуи, округ Каикоура, округ Ашбертон, округ Тимару, округ Маккензи, округ Селуин, округ Веймейт, округ Уаимакарири и округ Уаитаки.

## Демография
Население на 2013 год оценивалось в 539 436 жителей, что делает Кентербери вторым по численности населения регионом Новой Зеландии, после Окленда. Крупнейшими населённым пунктом региона является город Крайстчерч (414 000 чел.).